# Место преступления

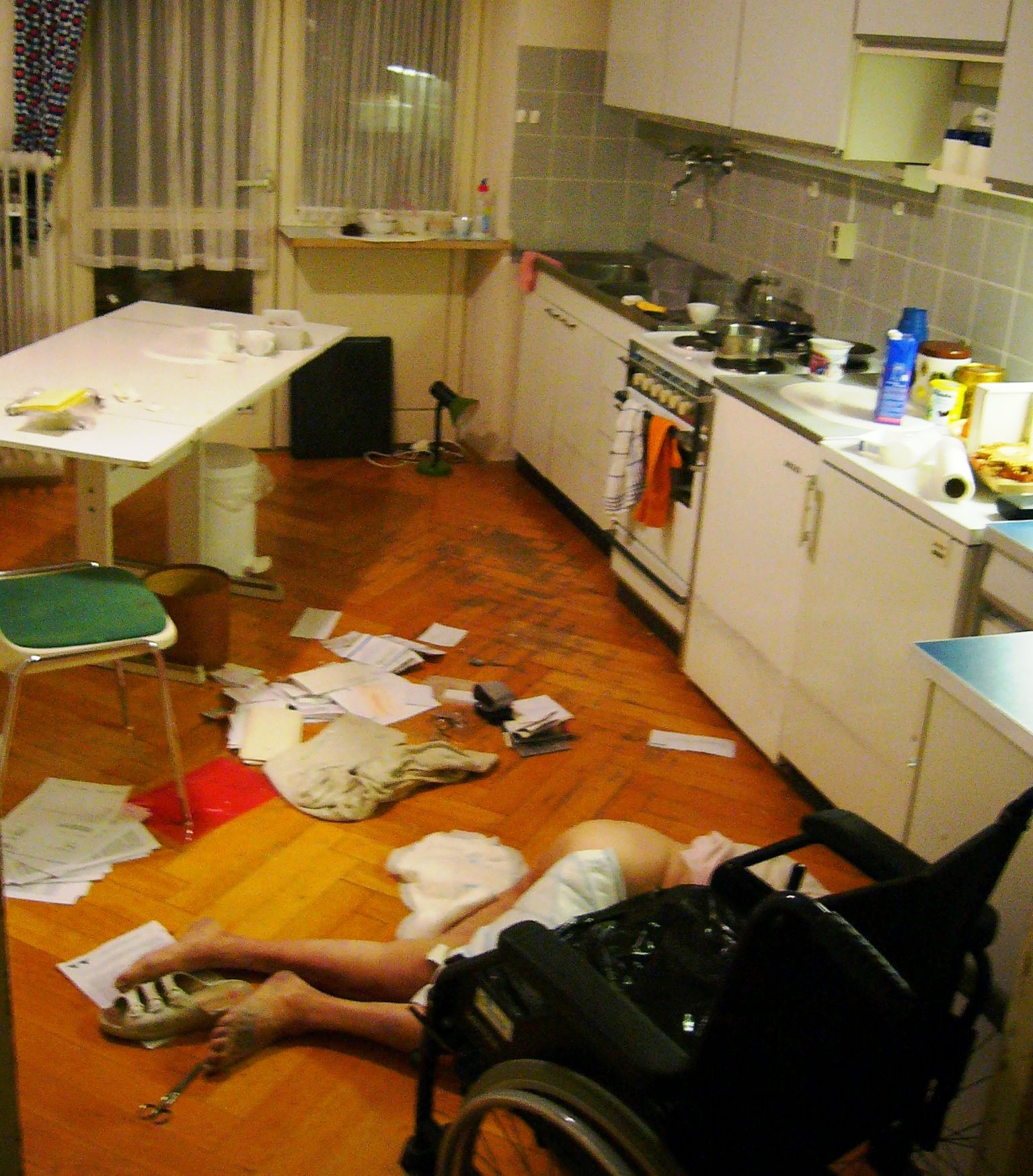
Место преступления

Место преступления —  это место, где произошло преступление (или где могут быть обнаружены улики); оно включает в себя область, из которой правоохранительные органы, эксперты-криминалисты или, в редких случаях, судебно-медицинские эксперты (судмедэксперты) могут извлечь большинство вещественных доказательств. Место преступления может находиться как непосредственно в самом месте совершения преступления, так и вне его. Существуют разные виды мест преступлений.

## Осмотр места преступления

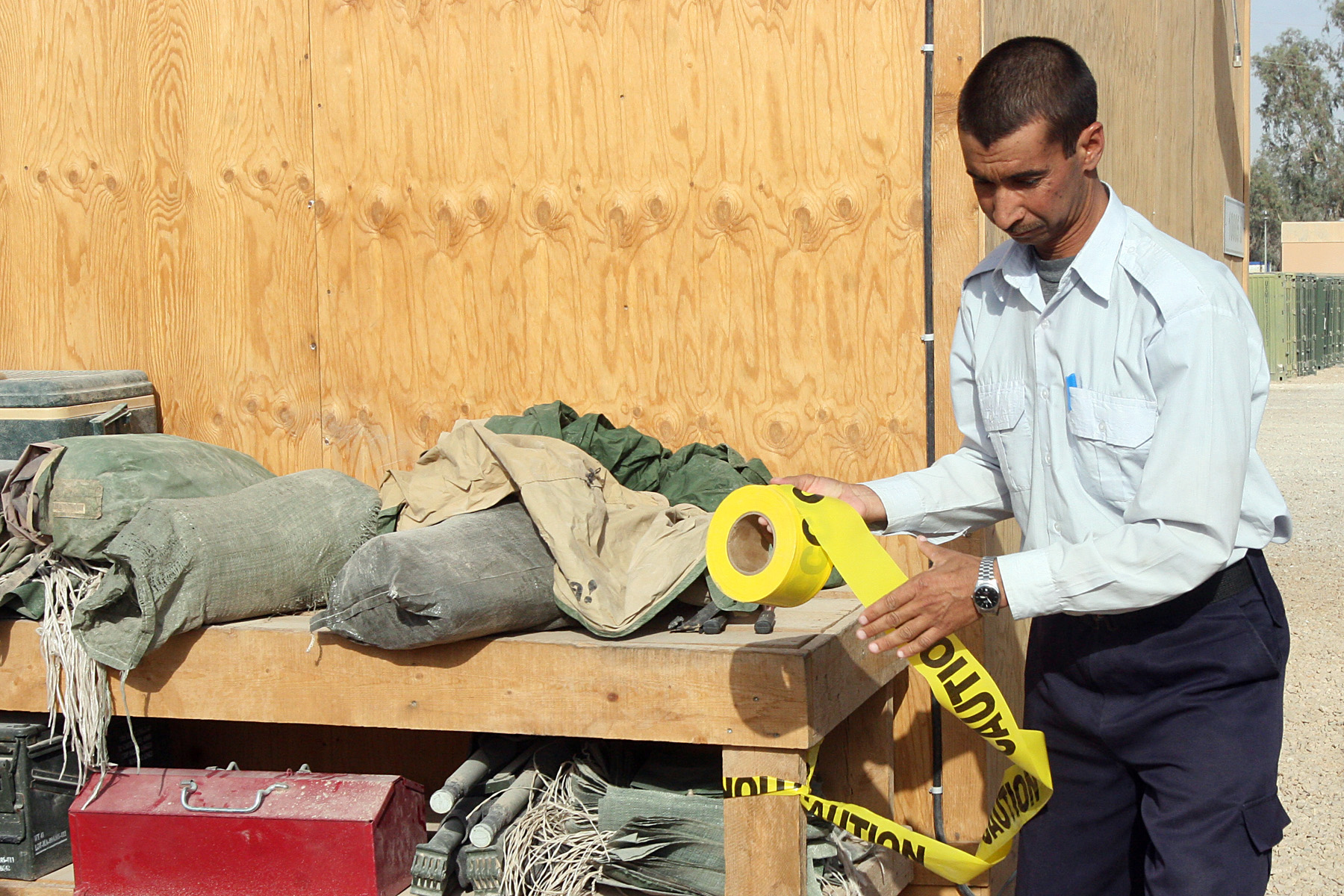
Оцепление периметра осматриваемого места ограждающей лентой

Периметр вокруг места преступления оцепляется ограждающей лентой для того, чтобы на данном месте оставались только те, кому это необходимо. Такие меры нужны, чтобы предотвратить потерю улик.

## Документация

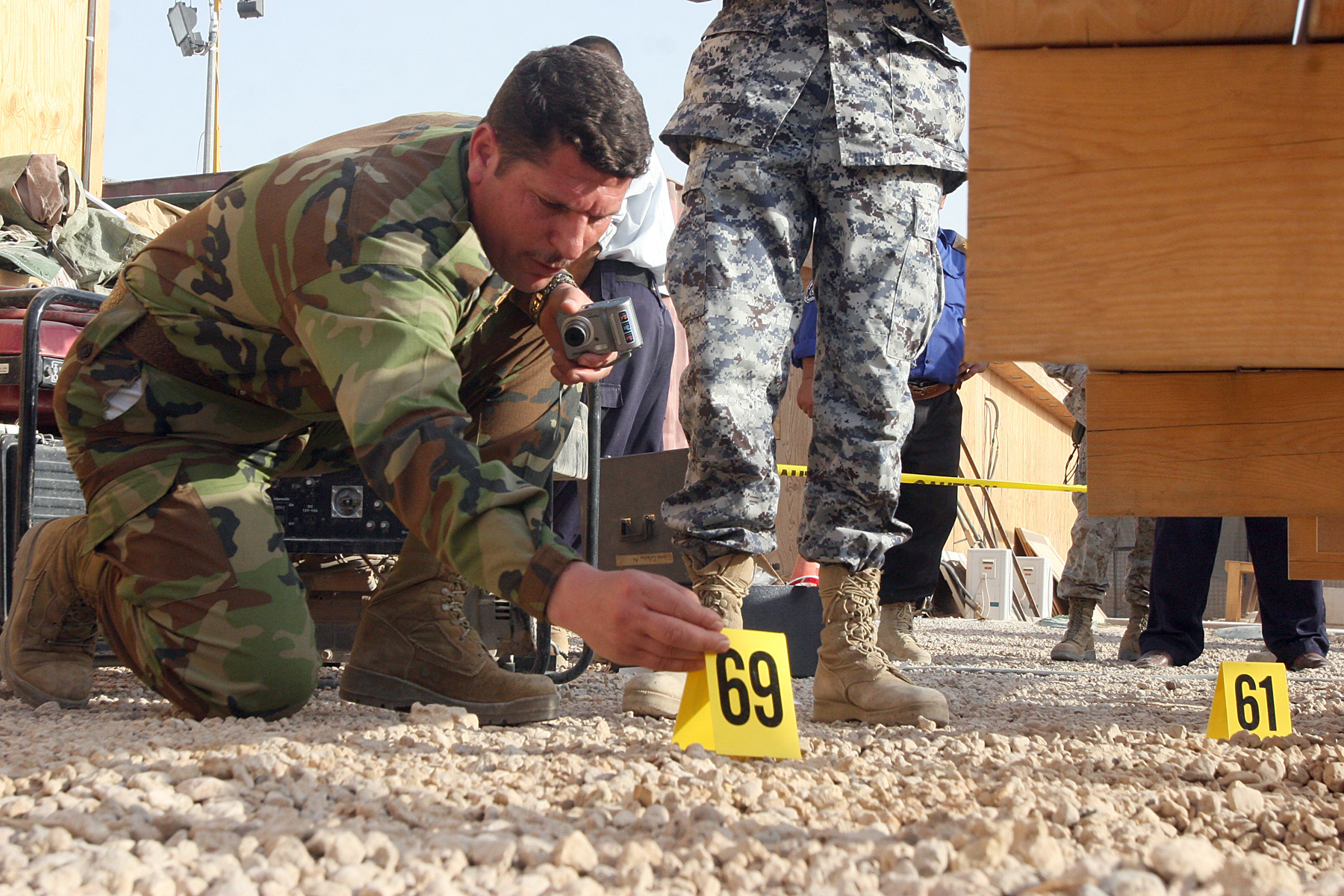
Расстановка отчётливо видимых знаков нумерации перед предметами обстановки осматриваемого места происшествия с целью фото- и видеофиксации обстановки

Прежде чем до чего-то дотронуться, что-то переместить и начать расследование, делают фотографии всех улик. Рядом с каждой уликой помещают маркеры, позволяя приступить к последующему расследованию. Зарисовка места преступления также является видом документации, необходимой для расследования. Она позволяет отметить важные детали, а также оценить расстояние и другую информацию, которую не легко обнаружить используя лишь фотографии. Следователи вырисовывают места расположения улик и других объектов в периметре. Эскиз, как правило, рисуется с самой высокой точки обзора. Следователи делают заметки для того, чтобы зафиксировать свои мысли и подозрения по поводу различных улик.

## Сбор доказательств

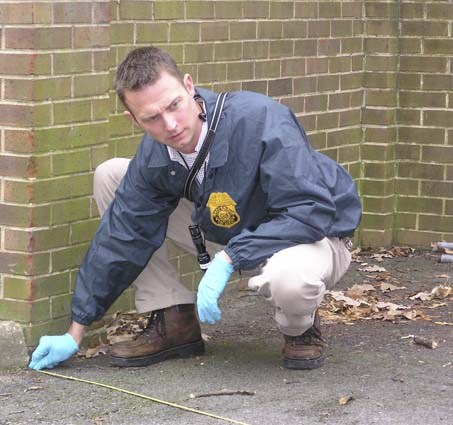
Снятие контрольных пространственных замеров и фиксация расстояний на осматриваемом месте происшествия

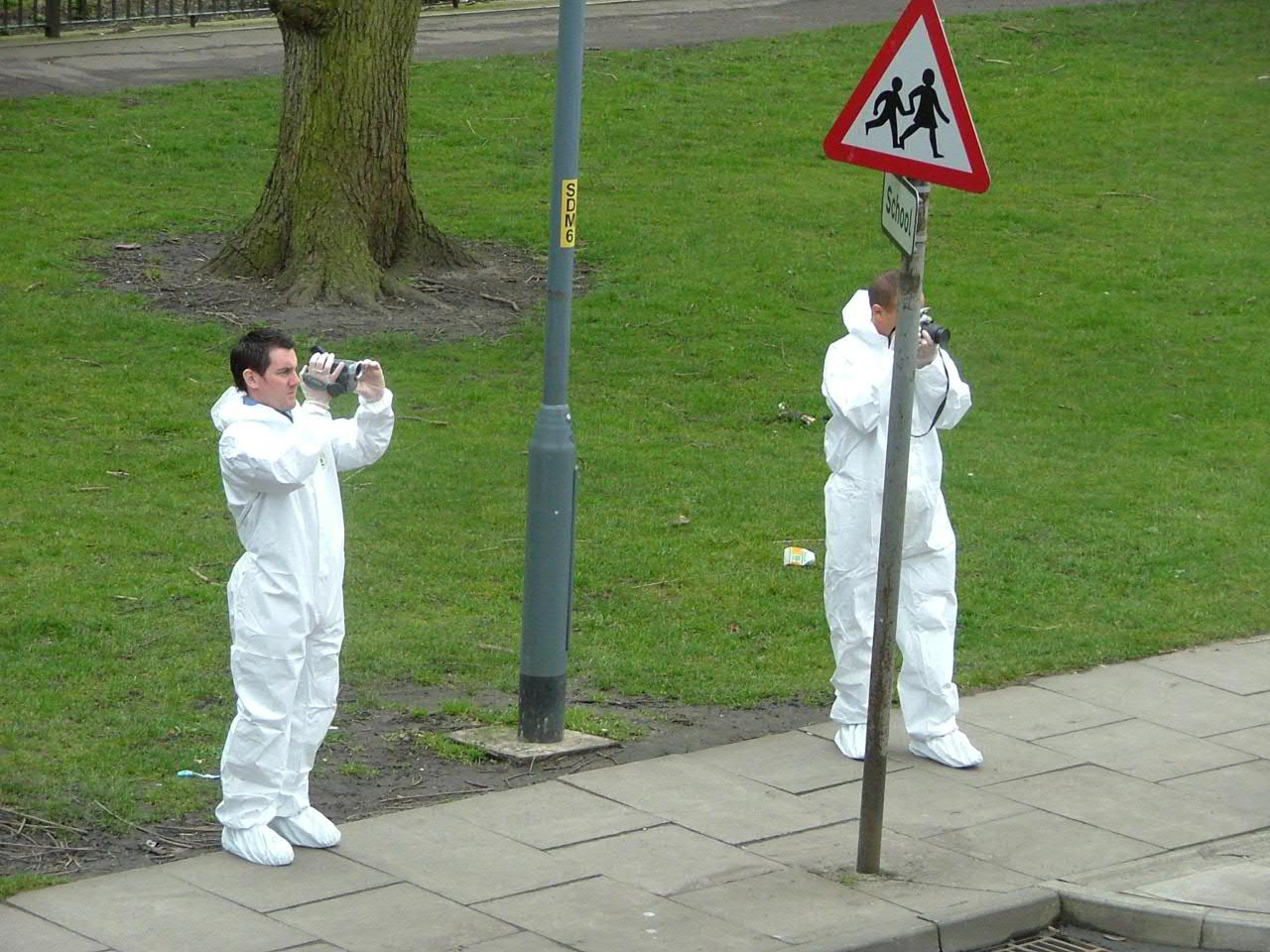
Фото- и видеофиксация осматриваемого места при работе в защитных костюмах

Сбор доказательств производится двумя способами: путем судебно-медицинской экспертизы и допроса. Для предотвращения перекрестного загрязнения все вещественные доказательства упаковываются в отдельные пакеты. В криминалистике используются различные инструменты и методы. Сбор отпечатков пальцев осуществляется путем нанесения на поверхность черного или серого магнитного порошка. ДНК и другие биологические материалы (волосы или жидкости) собираются для дальнейшего изучения в лаборатории. Отпечатки следов шин или следов обуви могут быть собраны при помощи гипса. Технический эксперт изымает электронику для экспертизы и дальнейшего поиска дополнительных улик. Документы с места преступления также изымаются для дальнейшего исследования. Боеприпасы и оружие берутся для сопоставления ранений и проведения баллистической экспертизы. Фотографии орудий, отмеченных как улики, берутся для дальнейшего сопоставления с орудием преступления. Также собираются любые другие трассеологические доказательства. Трасологические доказательства — это любые следы, которые могли быть оставлены преступником или могли указывать на него. Допрос свидетелей и жертв преступления проводится сотрудниками правоохранительных органов для того, чтобы получить информацию и составить хронологию событий.

## Цепь доказательств
После того, как на месте совершения преступления завершен сбор улик, их помещают в специальные контейнеры с указанием названия или номера улики. Номер улики указывает на ее порядок ее появления на месте преступления и таким образом создается «цепь доказательств». Под «цепью доказательств» подразумевается порядок, в котором фигурировали улики, имеющие отношения к тому или иному фигуранту расследоваемого дела. «Цепь доказательств» имеет прямое отношение к расследованию и является гарантом сохранности физических улик, относящихся к делу. Чтобы образовалась «цепь доказательств», необходимо соблюдение следующих пунктов:
- Инициалы или имена людей, занимающихся сбором улик и имена тех, кто может иметь к ним прямое или косвенное отношение
- Дата сбора улик и их транспортировки
- Название учреждения, номер дела и тип преступления
- Имя жертвы или подозреваемого
- Место хранения улики
- Краткое описание улики

## Виды мест преступлений
Существуют различные виды мест преступлений — на открытом воздухе, в помещении, транспортные.
Места преступлений, совершенных на открытом воздухе, являются наиболее сложными для расследования. Воздействие таких элементов, как дождь, ветер, температура и активность животных в данной местности, загрязняют само место преступления и приводят к уничтожению доказательств.
В местах преступлений, совершенных в помещении, риск загрязнения улик значительно меньше из-за отсутствия воздействия внешних факторов. Как правило, загрязнение доказательств в помещении происходит лишь из-за человеческого воздействия.
Транспортные места преступлений — это области преступлений, совершенных с помощью транспорта, то есть ограбление или кража авто. Каждый вид места преступления наряду с характером совершенного преступления (разбой, убийство, изнасилование и т. д.) имеет различные процедуры изучения.

## Реконструкция
Реконструкция событий на месте преступления — это процесс применения научных методов, вещественных доказательств, дедуктивного рассуждения и взаимосвязей, которые используются для воссоздания определенного ряда событий, которые предшествовали совершению преступления или являлись его причиной.